# إريك موريس
إريك موريس (بالإنجليزية: Eric Morris) هو لاعب كرة قدم أمريكية ولاعب كرة قدم كندية أمريكي، ولد في 26 أكتوبر 1985 في ليتلفيلد في الولايات المتحدة.